# 未確認物体
未確認物体（みかくにんぶったい）とは、それを見たという者はいるものの一般的にそれが存在するかどうかの合意形成ができていない又はその存在が確認されていない物体。

## 未確認物体の種類
- 未確認飛行物体 (UFO)
- 未確認潜水物体 (USO)
- 未確認動物 (UMA)

## 未確認物体の発見について
未確認物体は、前述されているとおり、確認がなされていない。したがって、その人の幻想であったり、実際に撮影されていても、カメラの不具合の時の起こったものであったりする。
UFOに至っては、カメラの綴りがおかしくなったりすると、UFOのような光が写ってしまう。また、最近はコンピューターグラフィックス、通称CGによって家に隕石を落とす動画をあげられもする。そのため、UFOなどを作ることは容易であるといえる。

## 未確認物体についての賛否
未確認物体では、前述したとおりのことが考えられるため、疑う者もいる。また、限られた地点でみられるということは、そこに来た者が現れると信じて幻想し、本当に現れたと考えることも可能である。確認では、第三者の確認が必要である。